# Cataulacus lobatus
Cataulacus lobatus är en myrart som beskrevs av Mayr 1895. Cataulacus lobatus ingår i släktet Cataulacus och familjen myror. Inga underarter finns listade.